# Jess Gonchor
Jess Gonchor (* 15. Juli 1962 in New York City, USA) ist ein US-amerikanischer Szenenbildner und Produktionsdesigner.

## Leben
Seine Leidenschaft für Kunst erhielt Gonchor in der Theater- und Beleuchtungsabteilung der Mamaroneck High School. Er erhielt einen Bachelorabschluss in technischem Theater an der State University of New York. Seine Karriere begann er am Off-Off-Broadway.
Mittlerweile ist Gonchor auch als Regisseur von Werbespots tätig, die meist von einem drogenfreien Amerika handeln.

Gonchor arbeitete bereits sechsmal mit den Coen-Brüdern zusammen. Sein bisher erfolgreichstes Projekt war True Grit, für den er u. a. eine Oscarnominierung erhielt. Eine weitere Oscar-Nominierung erhielt er für seine Arbeit an Hail, Caesar! (2016).

## Filmografie
- 1993: Turtles III
- 1993: Love Bites
- 1993: Perfect World
- 1995: Hallo, Mr. President (The American President)
- 1996: Hexenjagd (The Crucible)
- 1998: Stadt der Engel (City of Angels)
- 1998: Ausnahmezustand (The Siege)
- 1999: An deiner Seite (The Story of Us)
- 2000: Es begann im September (Autumn in New York)
- 2001: 15 Minuten Ruhm (15 Minutes)
- 2001: Kate & Leopold
- 2003: Identität (Identity)
- 2003: Last Samurai
- 2004: The Wake-up Caller (Kurzfilm)
- 2005: Capote
- 2005: Five Minutes, Mr. Welles (Kurzfilm)
- 2006: Der Teufel trägt Prada (The Devil Wears Prada)
- 2007: No Country for Old Men
- 2008: Baby Mama
- 2008: Burn After Reading – Wer verbrennt sich hier die Finger? (Burn After Reading)
- 2009: Away We Go – Auf nach Irgendwo (Away We Go)
- 2009: A Serious Man
- 2010: Fair Game – Nichts ist gefährlicher als die Wahrheit (Fair Game)
- 2010: True Grit
- 2011: Die Kunst zu gewinnen – Moneyball (Moneyball)
- 2013: Inside Llewyn Davis
- 2013: Lone Ranger
- 2016: Hail, Caesar!
- 2016: Live by Night
- 2019: Little Women
- 2020: A Quiet Place 2 (A Quiet Place: Part II)
- 2022: Weißes Rauschen (White Noise)

## Auszeichnungen
- 2011: Critics’ Choice Movie Award: Nominierung in der Kategorie Bestes Szenenbild für True Grit
- 2011: BAFTA Award: Nominierung in der Kategorie Bestes Szenenbild für True Grit
- 2011: Oscar: Nominierung in der Kategorie Bestes Szenenbild für True Grit
- 2017: Oscar: Nominierung in der Kategorie Bestes Szenenbild für Hail, Caesar!
- 2011: BAFTA Award: Nominierung in der Kategorie Bestes Szenenbild für Hail, Caesar!